# ディアボーン砦の戦い
ディアボーン砦の戦い（ディアボーンとりでのたたかい、英: Battle of Fort Dearborn、またはディアボーン砦の虐殺、英: Fort Dearborn Massacre）は、米英戦争初期の1812年8月15日、アメリカ合衆国の部隊とポタワトミ族インディアンの間に起きた戦闘である。現在はイリノイ州、当時はイリノイ準州の一部だったシカゴのディアボーン砦近くで戦われた。この戦いは、アメリカ陸軍北西方面軍指揮官ウィリアム・ハルが砦から退避するよう命令した後に起きた。
戦闘はわずか15分間続いただけであり、インディアンの完勝になった。砦は燃やされ、生き残った兵士や開拓者は捕虜になった。その中には後に身代金と引き換えに解放された者もいた。しかし、戦後に開拓者たちがこの地域に入り続け、砦は1816年に再建された。開拓者たちと知事はこの領土から全てのインディアンが排除され、開拓地から遠くに移すべきだと考えるようになった。

## 背景

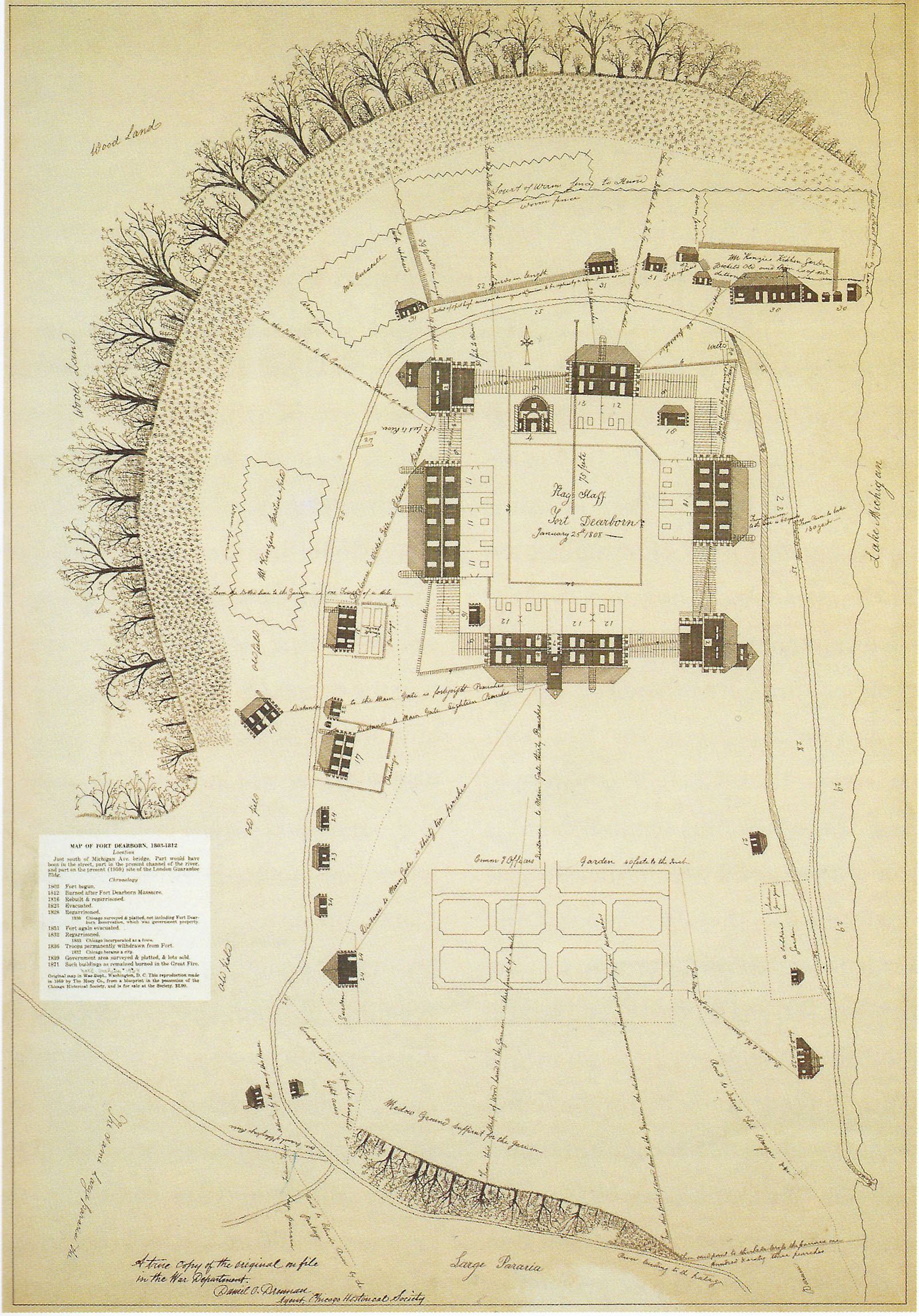
ディアボーン砦の平面図、ジョン・ホイッスラー画、1808年

ディアボーン砦は1803年にアメリカ陸軍の大尉ジョン・ホイッスラーが指揮する部隊によって建設された。シカゴ川本流の南岸にあり、現在ではシカゴ中心街のループ地域になっている。当時のこの地域は荒野だった。後の指揮官ヒールドによれば、「世界の文明化された地域からはかけ離れて」いた。砦はアメリカ合衆国陸軍長官ヘンリー・ディアボーンにちなんで名づけられた。1785年から1795年まで続いた北西インディアン戦争の後、1795年8月3日にグリーンビル砦（現在のオハイオ州グリーンビル）でグリーンビル条約が調印された後に、砦の建設命令が出された。この条約の条件の一部として、西部連邦と呼ばれたインディアンとフロンティアマンの連衡が、現在のオハイオ州の大半と、シカゴ川河口を中心とする広さ6平方マイル (16 km2) の土地をアメリカ合衆国に譲渡した。
イギリス帝国は1783年のパリ条約で、現在のオハイオ州、インディアナ州、イリノイ州、ミシガン州、ウィスコンシン州からなる北西部領土をアメリカ合衆国に譲渡した。しかし、1787年に北西部条例が成立して以来、この地域はインディアンとアメリカ合衆国の紛争の対象となった。インディアン部族はショーニー族インディアンの予言者テンスクワタワとその兄のテカムセに従った。テンスクワタワは、「悪魔の魂の子供達」であるアメリカ人開拓者を追い出すことでその社会を浄化できるという姿を描いていた。テンスクワタワとテクムセは多くの部族からなる連邦を形成し、アメリカによる拡大侵略を止めようとした。イギリスはインディアンを貴重な同盟者、かつカナダの植民地に対する緩衝材と見なし、武器を供与した。北西部領土でインディアンがアメリカ人開拓者を襲ったことで、イギリスとアメリカ合衆国の間に緊張関係が高まった。インディアン連邦の襲撃は、北西部領土の貴重な農地となる可能性の高い土地、鉱物資源、さらに毛皮交易の可能性についてアメリカの拡大の障害となった。
1810年、長く続いた抗争の結果として、ディアボーン砦のホィッスラー大尉やその他上級士官が解任された。その後任はインディアナのウェイン砦に駐屯していたネイサン・ヒールドとなった。ヒールドはその新しい任務に満足しておらず、直ぐにマサチューセッツ州で冬を過ごすために休暇を申請した。ヒールドは休暇明けにシカゴへ戻ってくるときにケンタッキー州に立ち寄り、サミュエル・ウェルズの娘レベッカ・ウェルズと結婚し、1811年6月にシカゴに戻った。
アメリカ合衆国とイギリスは戦争に向かって動き、シカゴ地域における開拓者とインディアンの間の反感も増加した。1811年夏、イギリスの使節はインディアンに対し、侵入してくるアメリカ人開拓者に抵抗するのを援助すると告げて、地域のインディアン支援者を徴兵しようとした。1812年4月6日、ウィネベイゴ族インディアンの部隊が、シカゴ川南支流沿い、現在のブリッジポートと呼ばれる場所にあったハードスクラブル農園で、アメリカ人リバティ・ホワイトとフランス系カナダ人であるジョン・B・カーディンを殺した。この殺人の報せは、ジョン・ケルソーという砦の守備兵、および農園から逃げ出すことができた少年によってディアボーン砦に伝えられた。この事件後、シカゴ住人の幾らかは砦の中に移動し、他の者はインディアン代理人チャールズ・ジューエットが所有する家屋に防御を施して閉じこもった。市民15名がヒールド大尉によって民兵隊に編成され、砦の銃と弾薬で武装した。

## 戦闘
1812年6月18日、アメリカ合衆国はイギリス帝国に対して宣戦布告した。7月17日、イギリス軍がマキナック砦を占領した。7月29日、アメリカ陸軍北西方面軍指揮官ウィリアム・ハルはマキナック砦陥落の報せを受け取り、即座にディアボーン砦には適切に物資が補給されない状態になることを怖れ、ヒールド大尉に砦から退避するよう命令した。8月9日にディアボーン砦に届いたヒールド大尉に宛てた手紙では、砦の武器弾薬を破壊し、残った物資はウェイン砦まで護衛してくれることを期待できる友好的なインディアンに残していくよう命令していた。ハルはこの命令書の写しをウェイン砦にも送り、砦のできる範囲でヒールドにあらゆる情報、忠告、援助を与えるよう追記していた。翌日、ウェイン砦のインディアン代理人補佐で、ヒールドの妻のレベッカの叔父でもあるウィリアム・ウェルズ大尉が、マイアミ族インディアン約30名を集めた。ウェルズ、ウォルター・K・ジョーダン伍長およびマイアミ族は、ディアボーン砦から退避してくる部隊を護衛するために砦に向かった。
ウェルズ隊は8月12日または13日（史料により異なる）にディアボーン砦に到着し、8月14日にはヒールドがポタワトミ族指導者と会議を開き、砦から退避するつもりであることを伝えた。インディアン達は、ヒールドが砦の武器、弾薬、物資およびウィスキーをインディアンに配り、ウェイン砦までポタワトミ族の部隊が護衛してくれれば、大金を支払うつもりだと、ヒールドが伝えたと考えた。しかし、ヒールドは武器、弾薬、酒類を「インディアンに渡せば悪用されることを怖れ」、それら全ての破壊を命じた。8月14日、ブラック・パートリッジと呼ばれるポタワトミ族酋長がヒールドに、部族の若者が攻撃するつもりだと警告し、酋長は若者を抑えられないとも伝えた。
8月15日午前9時、ヒールドの報告書に拠れば、正規兵54名、民兵12名、女性9名、子供18名で構成された守備隊がディアボーン砦を離れ、ウェイン砦に向かった。ウェルズ大尉はマイアミ族幾人かが混じった集団を率い、残りのマイアミ族は後衛に付いた。砦から南約1.5マイル (2.4 km) で、ポタワトミ族が守備隊を待ち伏せしていた。ヒールドの報告書では、インディアンが砂丘の背後で待ち伏せしているのを発見し、部隊は砂丘の頂上に上がり、銃を発砲した後にインディアンに突撃した。この操作により騎兵が馬車列から離れ、圧倒的に多いインディアンがその隙間に突入して分離し、2つの集団を囲んだ。それに続く戦闘の間に、幾らかのインディアンが女性や子供、さらに物資を乗せていた馬車列に突撃した。この馬車列は民兵隊と砦の軍医であるヴァン・ヴォーヒス少尉が守っていた。ヴァン・ヴォーヒス少尉と民兵が殺され、さらに2人の女性と子供の多くも殺された。ウェルズは主要な戦闘現場を離れて馬車列の救援に向かおうとした。しかしそうしようとしている間に倒された。目撃者の証言に拠れば、多くのインディアンを倒したが、その後に殺され、即座にインディアンの集団がその心臓を切り出し、ウェルズの勇気を吸収するためにそれを食べた。この戦闘は約15分間続き、その後にヒールドと残っていた兵士達はプレーリーの高台に撤退した。その後彼等はインディアンに降伏し、捕虜としてディアボーン砦に近い宿営地に連れて行かれた。ヒールドの報告書では、アメリカ側の損失は正規兵26名と民兵12名全員が戦死、女性2人と子供12人が殺され、その他の正規兵28名、女性7人、子供6人が捕虜とされた。
マイアミ族戦士の役割については生存者の証言が異なっていた。ある者はマイアミ族がアメリカ人のために戦ったと言い、またある者は全く戦わなかったと証言した。アメリカ陸軍のウィリアム・ハリソン将軍は、マイアミ族がアメリカ人に刃向かったと主張し、このディアボーン砦虐殺をマイアミ族集落に対する攻撃の口実とした。マイアミ族酋長パカンとその甥ジャン・バティスト・リシャールヴィルは、この戦争での中立政策を止め、イギリス軍と同盟した。

## 戦いの後
この戦闘後、インディアンは捕虜達をディアボーン砦に近い宿営地に連れて行き、砦は焼き落としたので、この地域には終戦までアメリカ人市民が住まない状態となった。捕虜達の中には捕まえられたまま死亡した者もいたが、後に身代金と引き替えに釈放された者もいた。しかし、砦が再建されたのは1816年になってからだった。
米英戦争の全体、およびそれに先立つイギリスとフランスの間に争われた大きな戦争から比べれば、この戦闘は僅か15分間の小さな争いだったが、この地域では大きな影響を残すことになった。インディアンにとっては「戦闘に勝って戦争に負けた」例となった。アメリカ合衆国はこの地域からインディアンを追い出す政策を追求することになり、その結果として交わされたシカゴ条約となり、1835年には当時発生期にあったシカゴ市における最後のインディアン・ウォーダンスで頂点に達することになった。その後ポタワトミ族など他の部族はさらに西に移動することになった。

## 戦闘に関する証言
この戦闘の生存者による多くの証言が出版されてきた。ヒールドの話は1812年9月22日、チャールズ・アスキンの日記に記された。ヒールド自身もその日誌に簡単な証言を記し、また戦闘の公式報告書を書いた。ウォルター・ジョーダンは、1812年10月12日付けでその妻に宛てた手紙で、事件の詳細を記録した。ヘルムはこの事件の詳細を叙述したが、ヒールドを批判したことで軍法会議に掛けられることを怖れ、出版したのは1814年になってからだった。ジョン・キンジーの戦闘に関する回想記は1820年8月にヘンリー・スクールクラフトによって記録された 。
この戦闘に関するこれら詳細な証言は互いに矛盾するところがあり、特に敗戦の責任問題が焦点だった。ジュリエット・マギル・キンジーが1856年に初版を出した『ウォー・バン: 北西部の初期』がこの戦闘の伝統的な証言を伝えている。しかしこれは家族の話に基づいており、歴史的には不正確だと見なされている。それでも、大衆からの受け取られ方は驚くほど強力である。

## 戦場
目撃者の証言では、戦闘がディアボーン砦の南1マイル (1.6 km) ないし2マイル (3.2 km) の湖岸で起きたとしている。ヒールドの公式報告書では、戦闘が砦の南1.5マイル (2.4 km) で起きたとしており、現在ではルーズベルト道路（元12番通り）とミシガン・アベニューの交差点にあたる。ジュリエット・キンジーは1870年に死ぬ直前に大きなハコヤナギの木の側で戦闘が始まったと述べており、当時それは18番通り沿い、プレーリー・アベニューと湖の間に立っていた。この木は戦闘当時に若木だった叢林の中で最後に残ったものと考えられている。
この木は1894年5月16日の嵐で吹き倒され、その切り株の一部がシカゴ歴史協会によって保存された。歴史家のハリー・A・マシャムはこの木に関する証言が全て二次的なものであり、戦闘から20年以上経ってシカゴに入植した人々のものであることを指摘している。さらに保存された切り株の直径（約3フィート、90 cm) から吹き倒された時の樹齢が80年に満たなかったと推計できたことから、戦闘時にこの木は無かったと主張した。それでも18番通りとプレーリー・アベニューの場所は伝統的に戦闘に関連づけられるようになっており、戦闘から197年目の2009年、シカゴ公園地区、プレーリー地区同盟など地域の団体が18番通りとカルメット・アベニュー近くに「ディアボーン砦の戦い公園」を開設した。

## 記念碑
1893年、ジョージ・プルマンがカール・ロール・スミスから発注された彫刻を自分の家の近くに立てた。これはシカゴ住人ジョン・キンジーの継娘でリネイ・トマス・ヘルム中尉の妻であるマーガレット・ヘルムとの救出を表現している。救っているのはポタワトミ族酋長ブラック・パートリッジであり、彼女の他数人をミシガン湖まで連れて行き、ボートで逃げるのを助けた。この記念碑は1931年にシカゴ歴史協会のロビーに移された。しかし1970年代、インディアンの団体がこの記念碑の展示に抗議し、除去された。1990年代、最初に置かれた場所に近い18番通りとプレーリー・アベニューの近くに再度建立された。これはプレーリー・アベニュー歴史地区が復活されたときだった。その後シカゴ文化事業部の大衆芸術局によって、保存という理由で除去された。この記念碑を再度建立する動きがあるが、シカゴ・インディアン・センターからの抗議にあっている。
この戦闘は、ヘンリー・へリングが制作した浮彫の「守り」によっても記念されている。シカゴ市ミシガン・アベニュー橋南西テンダーハウスの壁を飾っている（この場所はディアボーン砦のあった場所も部分的に重なっている）。シカゴ市内にはこの戦闘で戦った個人に献げた記念もある。ウィリアム・ウェルズはウェルズ通りの名前に残されている。この通りは南北に通り、1830年に最初に区画割りされた58街区の一部である。ネイサン・ヒールドはヒールド広場の名称に残されている。シカゴ市の最北部にあるローナン公園は、この戦闘で戦死した最初のウェストポイント出身者であるジョージ・ローナン少尉を顕彰するものである。